# Ariane 2
Ariane 2 a fost o rachetă purtătoare proiectată pentru a transporta sateliți pe orbită geostaționară sau orbită terestră joasă.